# Battle Spirits - Double Drive
Battle Spirits - Double Drive (バトルスピリッツ ダブルドライブ?, Batoru Supirittsu Daburu Doraibu) è un anime shōnen, tratto dal gioco di carte collezionabili Battle Spirits, creato da Hajime Yatate e prodotto dalla BN Pictures. La serie è andata in onda in Giappone su TV Tokyo dal 6 aprile 2016 al 29 marzo 2017.
BS - Double Drive è l'ottava serie anime della saga di Battle Spirits ed è preceduta da BS - Burning Soul e seguita da BS - Saga Brave.

## Trama
Shunta Mogami adora il gioco di Battle Spirits. Un giorno viene trasportato da una luce di una carta nello Spirits World, l'origine di tutto. Qui incontra una ragazza di nome Eto, che afferma di averlo convocato nel suo mondo per impedirne la distruzione per mano del rivitalizzato dio del male, che complottò prima venire sconfitto. Insieme al fidato Yoku Albatrosa, anch'egli venuto da un altro mondo, Shunta parte alla ricerca dei dodici re sacri, il cui potere sigillerà nuovamente il re sacro malvagio.

## Personaggi
Shunta Mogami (茂上 駿太?, Mogami Shunta)
Doppiato da: Makoto Koichi (ed. giapponese)
Yoku Albatrosa (ヨク・アルバトロサ?, Yoku Arubatorosa)
Doppiato da: Mutsumi Tamura (ed. giapponese)
Eto Etoshinmori VIII (エト・エトシンモリ８世?, Eto Etoshinmori 8-sei)
Doppiata da: Sawako Hata (ed. giapponese)
Kinoto (キノト?, Kinoto)
Doppiato da: Nichika Omori (ed. giapponese)
Mei Merryhadda (メイ・メリーハッダ?, Mei Merīhadda)
Doppiato da: Kotori Koiwai (ed. giapponese)
Sandrat (サンドラット?, Sandoratto)
Doppiato da: Jun'ichi Suwabe (ed. giapponese)
Tatsumi (タツミ?, Tatsumi)
Doppiato da: Jun Fukuyama (ed. giapponese)
Shishi (シシ?, Shishi)
Doppiata da: Kei Shindō (ed. giapponese)
Generale Inui (イヌイ将軍?, Inui shōgun)
Doppiato da: Tomokazu Sugita (ed. giapponese)
Kiki Beresia (キキ・ベーレシア?, Kiki Bēreshia)
Doppiata da: Ayane Sakura (ed. giapponese)
Kazuya Taiga (大牙 和巳?, Taiga Kazuya)
Doppiato da: Yuki Kodaira (ed. giapponese)

## Anime
L'anime, prodotto da BN Pictures, è composto da 51 episodi, andati in onda su TV Tokyo dal 6 aprile 2016 al 29 marzo 2017. Successivamente è stato raccolto in 17 DVD contenenti ciascuno 3 episodi.

### Episodi
| Nº | Titolo italiano (traduzione letterale) Giapponese 「Kanji」 - Rōmaji | In onda           | In onda |
| Nº | Titolo italiano (traduzione letterale) Giapponese 「Kanji」 - Rōmaji | Giapponese        |         |
| 1  | È nato un eroe! 「勇者誕生！」 - Yūsha tanjō! | 6 aprile 2016     |         |
| 1  | Shunta Mogami è un undicenne grande fan di Battle Spirits. Grazie alle conoscenze di suo padre e il fratello minore, spera di vincere il campionato, dopo aver incontrato una ragazza di nome Eto e un ragazzo di nome Yoku, che ha la sua stessa età, e dopo essersi trasformato nella sua forma di battaglia, vince per la prima volta. |                   |         |
| 2  | Anche lui è un eroe!? 「あいつも勇者！？」 - Aitsu mo yūsha!? | 13 aprile 2016    |         |
| 3  | Intenso! Imagine Brave! 「強烈！異魔神ブレイヴ！」 - Kyōretsu! Imajin Bureivu! | 20 aprile 2016    |         |
| 4  | L'inizio di un'avventura! 「冒険のはじまり！」 - Bōken no hajimari! | 27 aprile 2016    |         |
| 5  | La determinazione di Mai! 「メイの決意！」 - Mei no ketsui! | 4 maggio 2016     |         |
| 6  | Scontro! I dodici re sacri! 「激突！十二神皇！」 - Gekitotsu! Juuni Shin'ō! | 11 maggio 2016    |         |
| 7  | Una trappola strutturata! 「仕組まれた罠！」 - Shikumareta wana! | 18 maggio 2016    |         |
| 8  | Trovato! Soul Spot! 「発見！ソウルスポット！」 - Hakken! Souru Supotto! | 25 maggio 2016    |         |
| 9  | Imagine del vento! 「風の異魔神！」 - Kaze no Imajin! | 1º giugno 2016    |         |
| 10 | Benvenuti al mercato di BatSpi 「バトスピ市場にいらっしゃい」 - Batosupi shijō ni irasshai | 8 giugno 2016     |         |
| 11 | Il duello del passo! 「峠の決闘！」 - Tōge no kettō! | 15 giugno 2016    |         |
| 12 | Sfida! Il muro di Gaiou 「挑戦！ガイオーの壁」 - Chōsen! Gaiō no kabe | 22 giugno 2016    |         |
| 13 | Di corsa! Il blu dei dodici re sacri 「突進！青の十二神皇」 - Tosshin! Ao no Juuni Shin'ō | 29 giugno 2016    |         |
| 14 | Il battito del malvagio re sacro 「邪神皇の鼓動」 - Jashin'ō no kodō | 6 luglio 2016     |         |
| 15 | Demone sacro del fuoco VS demone sacro dei cieli! 「炎魔神ＶＳ天魔神！」 - En Majin VS Ten Majin! | 13 luglio 2016    |         |
| 16 | Il terribile Ourovorius! 「戦慄のウロヴォリアス！」 - Senritsu no Urovoriasu! | 20 luglio 2016    |         |
| 17 | La zanna dall'altro mondo 「異世界からの牙」 - Isekai kara no kiba | 27 luglio 2016    |         |
| 18 | Lo scontro del destino! 「宿命の対決！」 - Shukumei no taiketsu! | 3 agosto 2016     |         |
| 19 | Le ali di Yoku 「ヨクの翼」 - Yoku no tsubasa | 10 agosto 2016    |         |
| 20 | La prova dell'eroe 「勇者の試練」 - Yūsha no shiren | 17 agosto 2016    |         |
| 21 | Bombardamento! Revol-Tiger! 「砲撃！リボル・ティーガ！」 - Hōgeki! Riboru Tīga! | 24 agosto 2016    |         |
| 22 | Il duello in riva al mare! 「海辺の決闘！」 - Umibe no kettō! | 31 agosto 2016    |         |
| 23 | Il protettore 「守りし者」 - Mamorishimono | 7 settembre 2016  |         |
| 24 | I discendenti di un eroe 「勇者の末裔」 - Yūsha no matsuei | 14 settembre 2016 |         |
| 25 | Apparizione! Il demone sacro del mare! 「出現！海魔神！」 - Shutsugen! Kai Majin! | 21 settembre 2016 |         |
| 26 | La grande battaglia decisiva dei re sacri! 「神皇大決戦！」 - Shin'ō daikessen! | 28 settembre 2016 |         |
| 27 | Un nuovo potere! Mistral-Bit! 「新たなる力！ミストラル・ビット！」 - Aratanaru chikara! Misutoraru Bitto! | 5 ottobre 2016    |         |
| 28 | Una prova misteriosa 「不思議な試練」 - Fushigi na shiren | 12 ottobre 2016   |         |
| 29 | Le lacrime di Sandrat 「サンドラットの涙」 - Sandoratto no namida | 19 ottobre 2016   |         |
| 30 | Fulmini! Il ratto dei dodici re sacri! 「電光石火！子の十二神皇！」 - Denkousekka! Nezumi no Juuni Shin'ō! | 26 ottobre 2016   |         |
| 31 | La zanna suprema! 「究極の牙！」 - Kyūkyoku no kiba! | 2 novembre 2016   |         |
| 32 | L'infernale Bram-Zand! 「獄炎のブラム・ザンド！」 - Gokuen no Buramu Zando! | 9 novembre 2016   |         |
| 33 | Sconfiggetela! L'armata Imagine! 「倒せ！異魔神軍団！」 - Taose! Imajin Gundan! | 16 novembre 2016  |         |
| 34 | La fortezza bianca Avalanche-Bison! 「白き要塞アバランシュ・バイソン！」 - Shiroki yōsai Abaranshu Baison! | 23 novembre 2016  |         |
| 35 | L'anima risvegliata dell'eroe 「目覚めし勇者の魂」 - Mezameshi yūsha no tamashī | 30 novembre 2016  |         |
| 36 | L'ostinazione di un uomo 「男の意地」 - Otoko no iji | 7 dicembre 2016   |         |
| 37 | Esplosione! Double Drive 「炸裂！ダブルドライブ」 - Sakuretsu! Daburu Doraibu | 14 dicembre 2016  |         |
| 38 | Scontro! Yoku VS Tatsumi 「対決！ヨクＶＳタツミ」 - Taiketsu! Yoku VS Tatsumi | 21 dicembre 2016  |         |
| 39 | Attacco definitivo 「アルティメット襲来」 - Arutimetto shūrai | 4 gennaio 2017    |         |
| 40 | Vandiel prigioniero del vento! 「獄風のヴァンディール！」 - Gokufū no Vandīru! | 11 gennaio 2017   |         |
| 41 | Il ringhio blu Greedog! 「青い咆哮グリードッグ！」 - Aoi hōkō Gurīdoggu! | 18 gennaio 2017   |         |
| 42 | L'ultimo dei dodici re sacri! 「最後の十二神皇！」 - Saigo no Juuni Shin'ō! | 25 gennaio 2017   |         |
| 43 | Il re sacro malvagio, rinasce 「邪神皇、復活」 - Jashin'ō, fukkatsu | 1º febbraio 2017  |         |
| 44 | Riconquista! I dodici re sacri! 「奪還！十二神皇！」 - Dakkan! Juuni Shin'ō! | 8 febbraio 2017   |         |
| 45 | Il segnale di fumo del contrattacco! 「反撃の狼煙！」 - Hangeki no noroshi! | 15 febbraio 2017  |         |
| 46 | Il suo nome è Formula! 「その名はフォーミュラー！」 - Sono na wa Fōmyurā! | 22 febbraio 2017  |         |
| 47 | Nuove ali! 「新たな翼！」 - Aratana tsubasa! | 1º marzo 2017     |         |
| 48 | La preparazione di Tatsumi 「タツミの覚悟」 - Tatsumi no kakugo | 8 marzo 2017      |         |
| 49 | L'ultima battaglia decisiva! 「最後の決戦！」 - Saigo no kessen! | 15 marzo 2017     |         |
| 50 | Il re sacro malvagio Deathpeers! 「邪神皇デスピアズ！」 - Jashin'ō Desupiazu! | 22 marzo 2017     |         |
| 51 | Gli eroi della luce 「光の勇者たち」 - Hikari no yūsha-tachi | 29 marzo 2017     |         |

### Colonna sonora
Sigla di apertura
- FRONTIER DRIVE, di Kosuke Oki

Sigla di chiusura
- FRIEND WIND, di Kosuke Oki

## Manga
Il manga è stato pubblicato sulla rivista Saikyō Jump (Shūeisha) e successivamente serializzato in tankōbon.